# Зайн (арабська літера)

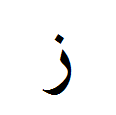
Ізольована форма літери

Зайн (араб. زاي‎‎; за̄й) — одинадцята літера арабської абетки, позначає звук [z].
В ізольованій та початковій позиціях зайн має вигляд ﺯ; в кінцевій та серединній — ـز. Літера не зв'язується з наступними після себе в слові.
Зайн належить до сонячних літер.
Літері відповідає число 7.
В перській мові ця літера має назву «зе» (перс. زه), звучить як [z].

## В юнікоді
| Юнікод         | U+0632             |
| Ім'я в юнікоді | ARABIC LETTER ZAIN |
| HTML           | ز                  |
| ISO 8859-6     | 0xd2               |